# 哈图西里三世
哈图西里三世（英語：Hattusili III），新王国的赫梯国王，篡夺乌尔希泰舒普之位，著有自传，叙述其掌权经过，改朝换代未对赫梯政治结构造成重大变化，在位时期除对安纳托利亚南部用兵之外，一片太平景象。他曾收复旧都哈图沙，实行政治改革。由于共同对付亚述，他的帝国与埃及关系密切，并与埃及法老拉美西斯二世缔结埃及赫梯和約并建立政治关系，死后由其子图特哈里四世继位。